# Elmstead Market
Elmstead Market is een plaats in het bestuurlijke gebied Tendring, in het Engelse graafschap Essex. Het maakt deel van de civil parish Elmstead.